# Juice Leskinen

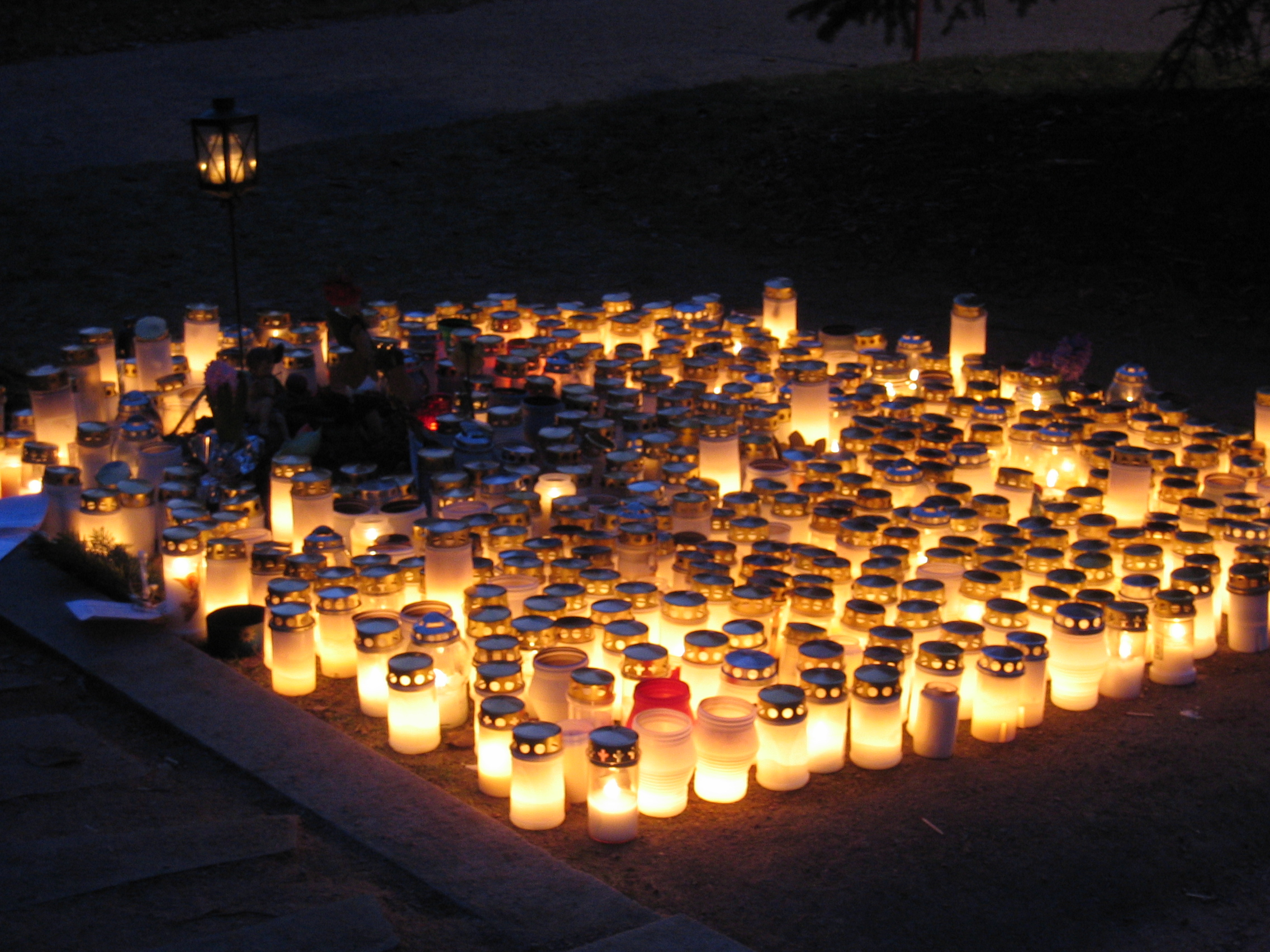
Sein Grab

Juhani Juice Leskinen [ˈjʊisɛ ˈlɛskinɛn]  (* 19. Februar 1950 in Juankoski; † 24. November 2006 in Tampere; bis 2006: Pauli Matti Juhani „Juice“ Leskinen) war einer der bekanntesten finnischen Folk- und Popmusiker. Dazu kamen noch seine Arbeit als Liedermacher, Komponist, Dichter, Schriftsteller und Reporter.

## Biografie
Leskinen wuchs in Juankoski in der ostfinnischen Provinz Nordsavo auf. 1970 zog er für sein Übersetzer-Studium nach Tampere um. Drei Jahre später begann er jedoch mit seiner Musikerkarriere, die so weit Vorrang bekam, dass er sein Studium nie beendete. 1973 veröffentlichte er mit der Band Coitus Int seine Debüt-LP. In der gleichen Besetzung entstand noch ein weiteres Album, bevor er in den nächsten Jahren teilweise alleine, teilweise aber auch mit anderen Bandformationen (z. B. Juice Leskinen Slam, Juice Leskinen Grand Slam) zahlreiche weitere Platten veröffentlichte. Seine Haupteinflüsse waren John Lennon und Bob Dylan, aber auch finnische Künstler wie Reino Helismaa, Jarko Laine, Eino Leino und Lauri Viita.
Anfang der 1990er begann er sich mehr auf die Dichtkunst zu konzentrieren. Dennoch publizierte er trotz schlechter werdender Gesundheit regelmäßig neue Alben. Seine letzte Veröffentlichung „Senaattori ja boheemi“ (2004, dt. Der Senator und der Bohemien) ist wieder eine Zusammenarbeit mit Mikko Alatalo, mit dem er bereits zu Beginn seiner Karriere öfter zusammengearbeitet hatte und der mittlerweile Parlamentarier geworden war. Es erreichte Goldstatus. Im selben Jahr wurde er bei der Wahl der 100 bedeutendsten Finnen auf Platz 38 gewählt.
Am 24. November 2006 starb Leskinen im Krankenhaus von Tampere an akutem Nierenversagen, Leberzirrhose und Diabetes. Am 9. Dezember 2006 fand in der Alexander-Kirche der Trauergottesdienst statt. Er wurde auf dem Friedhof von Tampere bestattet.

## Diskografie

### Alben
- 1973 - Juice Leskinen & Coitus Int (mit Coitus Int., FI: Gold)
- 1974 - Per Vers, Runoilija (mit Coitus Int.)
- 1975 - Juice ja Mikko (mit Mikko Alatalo)
- 1976 - Keskitysleirin ruokavalio
- 1977 - Lahtikaupungin rullaluistelijat
- 1978 - Tauko I (mit Juice Leskinen Slam)
- 1978 - Välikausitakki (mit Välikausitakki)
- 1979 - Tauko II (mit Juice Leskinen Slam)
- 1980 - Viidestoista yö (Tauko III) (mit Juice Leskinen Slam)
- 1980 - Kuusessa ollaan (mit Juice Leskinen Slam, FI: Gold)
- 1981 - Ajan henki (mit Juice Leskinen Slam, FI: Gold)
- 1981 - Dokumentti
- 1982 - Sivilisaatio (mit Juice Leskinen Grand Slam)
- 1983 - Deep Sea Diver (mit Juice Leskinen Grand Slam)
- 1983 - Boogieteorian alkeet peruskoulun ala-astetta varten, lyhyt oppimäärä (mit Juice Leskinen Grand Slam)
- 1983 - Parhaat (FI: Gold)
- 1984 - Kuopio-Iisalmi-Nivala (live mit Juice Leskinen Grand Slam)
- 1984 - Matka Suomeen (FI: Gold)
- 1985 - Pyromaani palaa rikospaikalle (mit Juice Leskinen Grand Slam, FI: Gold)
- 1986 - Yölento (mit Juice Leskinen Grand Slam, FI: Platin)
- 1987 - Minä (FI: Gold)
- 1990 - Sinä (FI: Gold)
- 1990 - Masters (FI: Gold)
- 1991 - Taivaan kappaleita (mit Juice Leskinen Grand Slam, FI: Gold)
- 1992 - Simsalabim Jim (mit Juice Leskinen ETC)
- 1993 - Haitaribussi
- 1996 - Kiveä ja sämpylää
- 1999 - 20 suosikkia (FI: Gold)
- 2000 - L
- 2002 - Vaiti, aivan hiljaa
- 2004 - Senaattori ja boheemi (mit Mikko Alatalo)
- 2005 - Klassikoiden ilta (live mit Mikko Alatalo)
- 2007 - Syksyn sävel - kaikki singlet 1974–2004
- 2014 - Per vers runoilija (mit Coitus Int.)
- 2015 - Kaikkien aikojen Juice
- 2016 - Love-Vuodet 1973-1978

### Kompilationen (Zusammenstellungen, Best of)
- 1976 - Singlet 1974-76
- 1977 - Tähän saakka
- 1992 - Sietämätön mies
- 1997 - Kautta aikain
- 2000 - Maamme (Vårt land)
- 2003 - Tuomaksen Evankeliumi
- 2006 - Kautta aikain 2
- 2007 - Viidestoista yö (FI: Gold)

### Videoalben
- 2004 - Minä sunnuntailapsi (FI: Platin)
- 2005 - Klassikoiden ilta (mit Mikko Alatalo)

## Literarische Werke
- Sonetteja laumalle (1975; Gedichte)
- Kuka murhasi rock'n' roll tähden (1978; Tagebuch)
- Sanoja (1981; Gedichte)
- Päivää (1984; Kurzgeschichten)
- Satuinen musiikkituokio (1987; Kinderbuch mit Kassette; mit Matti Pellonpää)
- Iltaisin, kun veneet tulevat kotiin (1989; Gedichte)
- Pieniä sanoja sinulle, jota rakastan (1990; Gedichte; ISBN 951-1-14213-5)
- Räkä ja Roiskis (1992; Kinderbuch)
- Vaikuttajat korvissamme (1993; Essays)
- Äeti (1995; Entwurf für Memoiren, Gedichte)
- Räkä ja Roiskis Suuvedellä (1995; Kinderbuch; ISBN 951-551-374-X)
- Jumala on (1996; Gedichte)
- Räkä ja Roiskis naisissa (1997; Kinderbuch)
- Aika jätti (1999; Gedichte; ISBN 951-31-1622-0)
- Eikä nivelet ruostu - Juice Leskinen 50 v. (2000; mit Axa Sorjanen; Tammi Publishers; ISBN 951-31-1779-0)
- Ilonkorjuun aika (2002; Gedichte; Tammi Publishers; ISBN 951-31-2582-3)
- Siinäpä tärkeimmät (2003; Memoiren; Tammi Publishers; ISBN 951-31-2606-4)
- Kosket (2007; Tammi Publishers; ISBN 978-951-31-3651-2)